# Christoffer Mafoumbi
Christoffer Mafoumbi (Roubaix, 3 marzo 1994) è un calciatore congolese (Repubblica del Congo) con cittadinanza francese, portiere del Marsaxlokk e della nazionale congolese.

## Carriera

### Nazionale
Il 12 ottobre 2012 esordisce con la maglia della sua nazionale giocando contro l'Egitto (3-0). Prende parte alla Coppa d'Africa 2015.

## Statistiche

### Cronologia presenze e reti in nazionale
| Cronologia completa delle presenze e delle reti in nazionale ― Rep. del Congo | Cronologia completa delle presenze e delle reti in nazionale ― Rep. del Congo | Cronologia completa delle presenze e delle reti in nazionale ― Rep. del Congo | Cronologia completa delle presenze e delle reti in nazionale ― Rep. del Congo | Cronologia completa delle presenze e delle reti in nazionale ― Rep. del Congo | Cronologia completa delle presenze e delle reti in nazionale ― Rep. del Congo | Cronologia completa delle presenze e delle reti in nazionale ― Rep. del Congo | Cronologia completa delle presenze e delle reti in nazionale ― Rep. del Congo |
| Data                                                                          | Città                                                                         | In casa                                                                       | Risultato                                                                     | Ospiti                                                                        | Competizione                                                                  | Reti                                                                          | Note                                                                          |
| ----------------------------------------------------------------------------- | ----------------------------------------------------------------------------- | ----------------------------------------------------------------------------- | ----------------------------------------------------------------------------- | ----------------------------------------------------------------------------- | ----------------------------------------------------------------------------- | ----------------------------------------------------------------------------- | ----------------------------------------------------------------------------- |
| 2-9-2021                                                                      | Johannesburg                                                                  | Namibia                                                                       | 1 – 1                                                                         | Rep. del Congo                                                                | Qual. Mondiali 2022                                                           | -1                                                                            | cap.                                                                          |
| 11-11-2021                                                                    | Brazzaville                                                                   | Rep. del Congo                                                                | 1 – 1                                                                         | Namibia                                                                       | Qual. Mondiali 2022                                                           | -1                                                                            | cap.                                                                          |
| 11-10-2024                                                                    | Port Elizabeth                                                                | Sudafrica                                                                     | 5 – 0                                                                         | Rep. del Congo                                                                | Qual. Coppa d'Africa 2025                                                     | -5                                                                            | Cap.                                                                          |
| Totale                                                                        |                                                                               | Presenze                                                                      | 3                                                                             |                                                                               | Reti                                                                          | -7                                                                            |                                                                               |

## Palmarès

### Individuale
- Portiere congolese dell'anno: 1

2020